# Jishnu Sanyal
Jishnu Sanyal (* 4. Oktober 1988) ist ein indischer Badmintonspieler. 

## Karriere
Jishnu Sanyal nahm 2009 im Herrendoppel an den Badminton-Weltmeisterschaften teil. Er verlor dabei in Runde zwei und wurde somit 17. in der Endabrechnung. Bei den Südasienspielen 2006 wurde er Dritter. 2011 gewann er die Kenya International.

## Sportliche Erfolge
| Saison | Veranstaltung         | Disziplin    | Platz | Name                            |
| ------ | --------------------- | ------------ | ----- | ------------------------------- |
| 2006   | Südasienspiele        | Herrendoppel | 3     | Jishnu Sanyal / Akshay Dewalkar |
| 2008   | Bahrain International | Herrendoppel | 1     | Jishnu Sanyal / Akshay Dewalkar |
| 2011   | Kenya International   | Herrendoppel | 1     | Jishnu Sanyal / Manu Attri      |